# 알비 십자군
알비 십자군(라틴어: Expeditio sacra in Albigenses, 프랑스어: Croisade des albigeois, 오크어: Crosada dels albigeses, 영어: Albigensian Crusade, 영어: Cathar Crusade)은 1209년에서 1229년까지 있었던 기독교의 십자군이다. 당시 로마 가톨릭교회는 카타리파를 이단으로 규정하고 이들을 토벌하기 위해 십자군을 결성하였다. 알비 십자군은 프랑스의 카타리파 소탕 이외에도 프랑스 왕위 쟁탈전 및 아라곤 왕국의 영향을 받는 등 여러 가지 정치적 상황에 따라 행동하였다. 그 결과 오시타니아 지역의 정치 관계 재편이 이루어졌다.
교황 인노첸시오 3세는 카타리파를 이단으로 규정하는 칙서를 반포하여 십자군의 결성을 촉구하였다. 알비 십자군은 피에르 드 카스티니오를 사령관으로 하여 카타리파의 중심지인 랑그도크지역을 공격하였다. 이로 인하여 약 200,000명 ~ 1,000,000명의 사람들이 십자군에 의해 학살되었다.
알비 십자군의 결성은 또한 도미니코회의 설립과 종교재판의 계기가 되었다.

## 배경

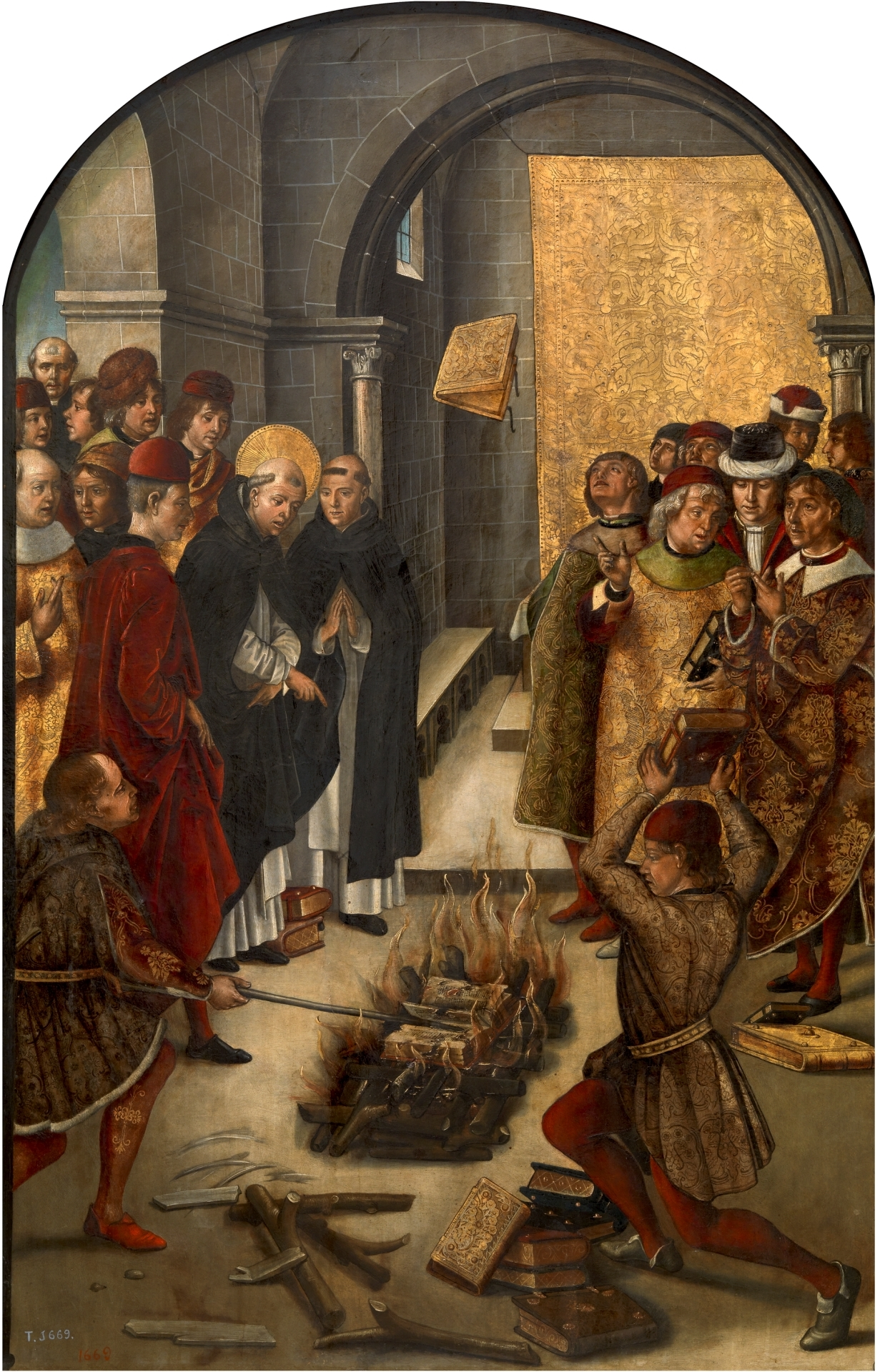
카타리파의 책을 불태우는 성 도미니코, 페드로 베루게테, 1400년대 작품

중세 유럽에서 가톨릭교회는 언제나 이단에 대한 심판과 처벌을 해 왔으나, 12세기 이전까지 이단으로 규정된 교파는 극소수였으며 이에 따른 처벌 역시 미미한 수준이었다. 랑그도크의 카타리파는 대중적인 교파 운동 가운데 이단으로 규정된 최초의 집단이었다. 아리우스주의와 마르키온주의 이후 대중적인 세력을 지닌 교파가 이단으로 규정된 것은 900년 만의 일이었다. 12세기 경부터 남부 프랑스에 카타리파의 교세가 확장되었고 다른 지방으로 영향력이 확장되기 시작하였다.

카타리파가 형성된 기원은 아라곤 왕국이었으나 당시 유럽에서 가장 번화한 도시였던 랑그도크에서 교세를 확장하였다. 카타리파는 알비파라고도 불렸는데 1176년 알비에서 처음으로 대중에게 알려졌기 때문이다. 

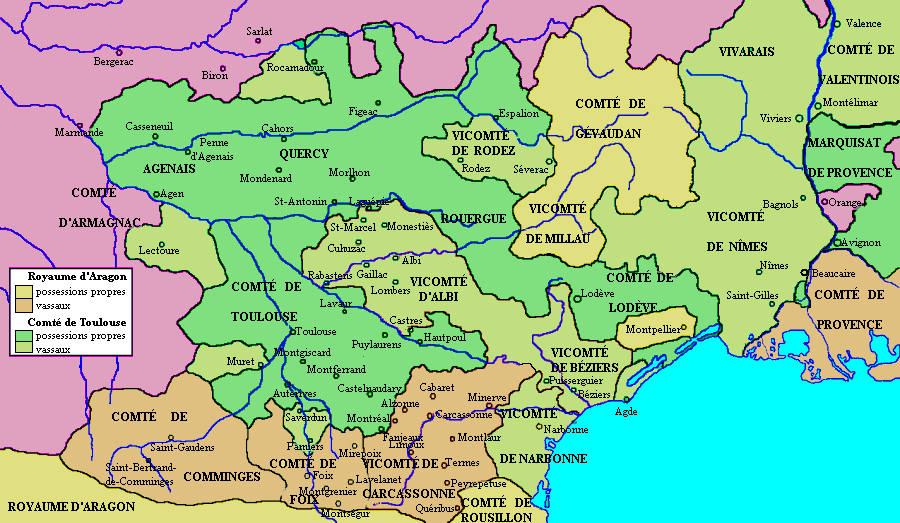
당시 랑그도크 지역의 지도

 당시 랑그로크 지역은 수많은 공국과 백국들로 나뉘어 있었기 때문에 각 도시마다 별도의 법과 재판정을 가지고 있었고, 교회 법정은 카타리파를 이단으로 규정하였으나 알비 십자군이 결성되기까지는 공정한 철학적 논쟁의 대상일 뿐이었다.
1198년 교황 인노첸시오 3세는 카타리파 문제를 해결하기로 결심하였다. 애초에 교황의 생각은 적절한 설교자를 보내 그들을 평화적으로 개종시키는 것이었다. 그러나 그러한 시도는 그다지 성공을 거두지 못하였다. 도미니코마저 소수의 카타리파 교도를 가톨릭 신자로 돌아서게 하는 데 성공했을 뿐이었다. 한편 카타리파의 지도자들은 지역 귀족들로부터 강력한 후원을 받고 있었다. 심지어 지역의 주교들조차 카타리파에 동조하기에 이르렀다. 1204년 교황은 특사를 파견하여 카타리파에 동조하는 주교들을 처벌하였으며, 1206년부터 카타리파를 후원하는 귀족들을 파문하기 시작하였다.
1207년 툴루즈의 강력한 백작이었던 툴루즈의 레몽 6세가 파문되었다. 교황은 당시 프랑스의 왕 필리프 2세에게 카타리파를 후원하는 귀족들을 토벌하도록 요청하였으나 필리프 2세는 교황의 요청을 거절하였다. 1208년 레몽 백작은 교황특사 피에르 드 카스텔뇌를 만났으나, 격렬한 언쟁 끝에 특사를 살해하였다. 교황은 진노하였고 결국 특사에 대한 살인의 책임을 물어 랑그로크 지역에 대한 십자군 출정을 요청하는 칙서를 선포한다. 교황은 칙서에서 십자군에게 이단의 근원인 랑그도크에 사는 모든 사람들을 토벌할 것을 요청하였다. 이 칙서는 북부 프랑스의 귀족들이 갈등 관계에 있던 남부 귀족들을 제거할 명분을 주었다.

## 경과
알비 십자군의 군사 작전은 1209년에서 1255년까지 계속되었으며 세 시기로 나누어 살펴볼 수 있다. 첫 시기는 십자군이 대대적인 공격을 감행하여 랑그도크의 상당 지역을 점령한 1209년 - 1215년까지이고, 두 번째 시기는 카타리파의 반란과 지역 귀족의 반격이 지속된 1215년 - 1225년까지이다. 1226년 프랑스의 루이 8세가 사망하고 프랑스의 루이 9세가 즉위하였다. 새 국왕은 카타리파를 직접 토벌하기로 결정하였으며 1229년 랑그도크 지역을 다시 정복 하였다. 1223년부터 카타리파에 대한 종교재판이 시작되었으며 카타리파의 저항이 계속되었지만 이미 예전의 세력을 회복할 수는 없었다. 1255년 카타리파를 전멸시킴으로써 알비 십자군의 군사 작전은 종료되었다. 이 과정에서 알비 십자군은 1백만명으로 추정되는 사람들을 학살하였으며 이들 중 상당수는 카타리파 뿐만 아니라 무고한 랑그로크 주민들이었다.

### 초기 진압:1209년-1215년

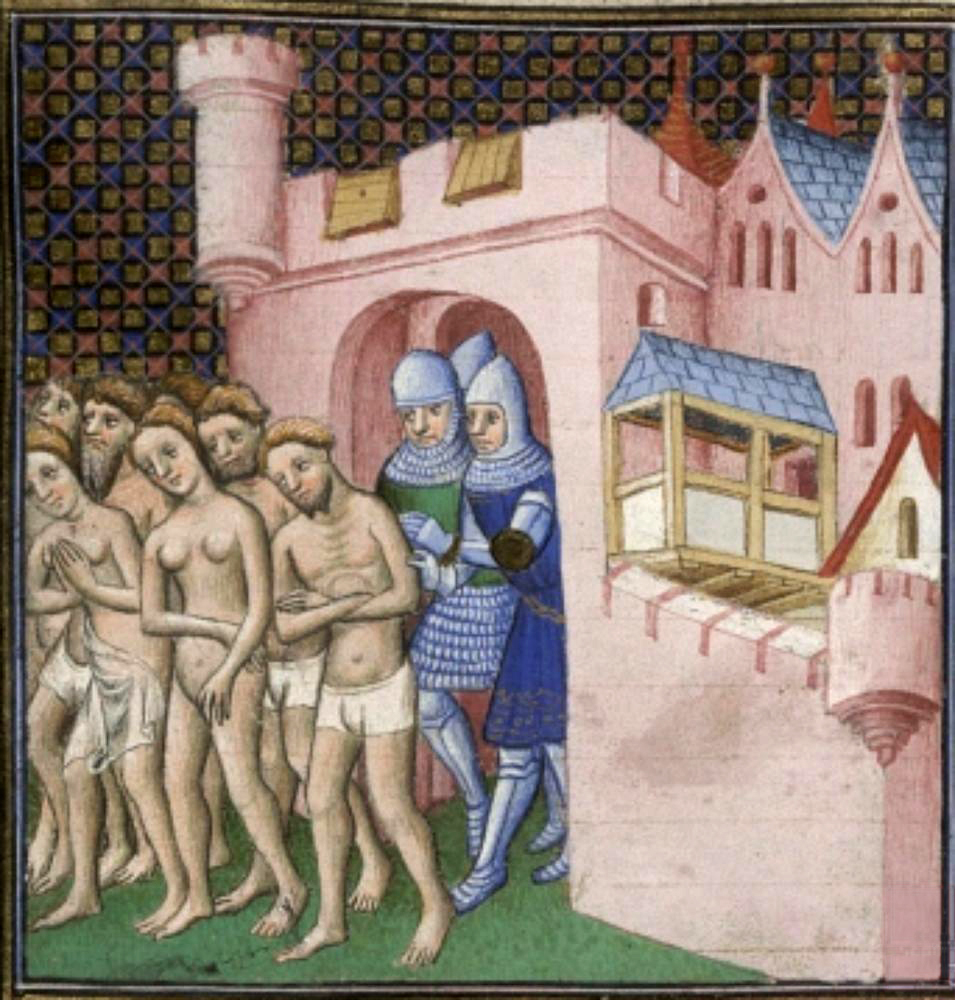
1209년 카르카손의 카타리파 추방

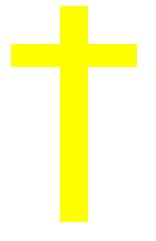
카타리파의 상징은 노란 십자가였다.

1209년 1만여 명의 십자군이 리옹에 집결하여 남쪽으로 행진을 시작하였다. 6월이 되자 툴루즈의 레몽은 재앙이 임박했음을 인정하고 카타리파 토벌에 협조하기로 약속하였다. 이로써 그의 파문은 철회되었다. 십자군은 레몽 로저 드 트랑카발의 영지였던 몽펠리에로 방향을 돌려 알비와 카르카손의 카타리파를 목표로 진군하였다. 레몽 로저는 툴루즈의 레몽 6세와 같이 십자군에 협조하기로 약속하였으나 회담을 취소하고 카르카손으로 달려가 방어 준비를 하였다.
몇 군데의 작은 마을을 점령하면서 진군하던 십자군은 7월 21일 베지에에 당도하였다. 십자군은 가톨릭 교도에게는 십자군 참여를, 카타리파에게는 항복을 요구하였다. 그러나 양측 모두 십자군의 요구를 거부하였다. 십자군은 성문을 부수고 베지에로 돌격하여 도시를 함락하였다. 방화와 학살이 벌어졌고 도시는 파괴되었다. 교황 특사 아르나우드 아말리크가 교황에게 도시 함락의 경과를 보고한 문서를 포함한 여러 기록에 따르면 이 과정에서 희생된 시민이 7천에서 2만 명에 이른다. 베지에의 함락 소식은 빠르게 퍼져나갔고 이후 여러 도시들은 전투 없이 항복하였다.
십자군의 다음 목표는 카르카손이었다. 카르카손은 성곽으로 둘러싸여 있었으나 방어에 취약한 도시였고 많은 시민들이 도주하였다. 1209년 8월 1일 십자군이 카르카손에 당도하였고 도시를 포위하였다. 공성전은 오래 지속되지 않았다. 8월 7일 십자군은 도시로 들어가는 물길을 차단하였고 레몽 로저는 협상을 요청하였으나 오히려 포로가 되었다. 8월 15일 도시는 항복하였다. 시민들은 살해당하지는 않았으나 알몸으로 쫓겨났다. 카르카손이 함락되자 다른 도시들은 전투 없이 항복하였고, 몇몇의 도시에서 반란이 일어나기도 하였으나 십자군은 가을이 지나기 전에 인근 지역을 대부분 무혈 점령하였다.
다음 전투는 1209년 12월 라스투르에서 있었고, 십자군은 겨울 내내 토벌을 계속하여 1210년 3월에는 짧은 공성전을 벌인 끝에 브람을 점령하였다. 1210년 6월에는 방비가 잘된 요새 미네르바를 공격하기 시작하였다. 7월 22일 공성전 끝에 미네르마의 주 성곽이 파괴되자 도시는 항복하였다. 카타리파에게는 가톨릭으로 개종할 기회가 주어졌다. 대부분의 카타리파가 개종하였으나 끝내 거부한 140명은 화형에 처해졌다.
1211년 툴루즈의 레몽 6세는 다시 파문당하였으며 십자군은 툴루즈로 향하였다. 3월부터 시작된 공성전은 길게 이어져 9월까지 계속되었고 가을이 끝나기 전 툴루즈는 함락되었다. 한편, 1213년 아라곤 왕국의 국왕 페테르 2세가 십자군에 합류하였으나 무레 전투에서 전사하고 만다. 1215년 랑그로크 지역의 대부분 도시가 십자군에 의해 점령되었다.

### 레몽의 반란: 1216년 - 1225년
툴루즈가 함락되자 레몽 6세는 그의 아들 툴루즈의 레몽 7세와 함께 도주하였다. 그들은 지역 도시들의 반란들 주동하며 십자군과 대치 하였고, 1218년에는 십자군 사령관 몽포르가 전사하기에 이르렀다. 교황 인노첸시오 3세가 1216년 사망하고 사령관마저 잃게 된 십자군은 랑그도크에서 철수하기 시작하였다.

### 프랑스 국왕의 간섭
1222년 레몽 6세가 사망하자 툴루즈 백작의 지위는 그의 아들 레몽 7세에게 계승되었다. 1223년에는 필리프 2세가 사망하고 루이 8세가 즉위하였다. 프랑스의 국왕으로 즉위한 루이 8세는 랑그도크 지역에 대한 십자군을 직접 지휘하기로 결정한다.
1225년 11월 레몽 7세는 그의 아버지의 전철을 따라 파문되었다. 루이 8세는 1226년 6월 새롭게 십자군을 결성하여 랑그도크로 진격하였다. 국왕이 직접 진격해 오자 요새화된 도시들이 저항없이 항복하였다. 그러나 신성 로마 제국의 통치하에 있던 아비뇽은 항복하지 않았으며 3개월 간의 공성전을 치른 9월이 되어서야 항복하였다. 1226년 11월 루이 8세가 사망하자 루이 9세가 어린 나이에 즉위하였고, 루이 8세의 아내 블랑카 데 카스티야가 십자군을 통솔하였다. 여왕 블랑카는 레몽 7세에게 툴루즈 백작의 지위를 계속 보장할 것을 약속하면서 항복과 십자군 참여를 권유하였다. 레몽 7세는 이 제안을 받아들여 1229년 프랑스 북부의 모에서 협정을 맺었다. 그러나 레몽 7세는 협정 직후 결국 붙잡혀 고문당한 후 구속되었다. 이로써 랑그도크 지역은 프랑스 국왕의 통치하에 있게 되었다.

## 종교재판
랑그도크에 대한 프랑스 국왕의 점령이 완결된 1229년 11월 툴루즈에서 종교재판이 시작되었다. 한편 몇몇 지역에서는 여전히 카타리파에 대한 토벌이 지속되고 있었다. 새로 즉위한 교황 그레고리오 9세는 도미니코회에 종교재판의 권한을 일임하였다. 1233년 곳곳에서 카타리파의 저항이 지속되고 있는 가운데 랑그도크 전역에서 종교재판이 진행되었고 수많은 사람들이 사형에 처해졌다. 지역에 따라서는 이단으로 규정된 사람들이 불구덩이에 산 채로 던져지기도 하였다. 1240년 레몽 로저 드 트랜카발이 항복하였고 1244년 몽세귀르가 9개월의 공성전 끝에 함락되었고 1245년 카타리파의 마지막 요새인 퀘리부가 함락되어 카타리파의 저항은 사실상 막을 내렸다.

## 참고 문헌
- VC: Sibly, W. A. and M. D., translators (1998), written at Woodbridge, The history of the Albigensian Crusade: Peter of les Vaux-de-Cernay's Historia Albigensis, Boydell, ISBN 0-85115-807-2
- CCA: Martin-Chabot, Eugène, editor and translator (1931-1961), written at Paris, La Chanson de la Croisade Albigeoise éditée et traduite, Les Belles Lettres. His occitan text is in the Livre de Poche (Lettres Gothiques) edition, which uses the Gougaud 1984 translation for its better poetic style.
- GP: Duvernoy, Jean, editor (1976), written at Paris, Guillaume de Puylaurens, Chronique 1145-1275: Chronica magistri Guillelmi de Podio Laurentii, CNRS, ISBN 2-910352-06-4. Text and French translation. Reprinted: Toulouse: Le Pérégrinateur, 1996.
- Sibly, W.A. and Sibly, M.D., translators, The Chronicle of William of Puylaurens: The Albigensian Crusade and its Aftermath, Boydell & Brewer, Woodbridge, 2003, ISBN 0-85115-925-7